# حقیقت درباره محمد
حقیقت دربارهٔ محمد: بنیانگذار نامتسامح‌ترین دین جهان (به انگلیسی: The Truth About Muhammad: Founder of the World's Most intolerant Religion) کتابی است نوشته رابرت اسپنسر مؤلف آمریکایی و بلاگر مدیر سازمان دیده‌بان جهاد است.
در این کتاب نویسنده با رجوع به منابع دست اول اسلامی و آثار نخستین زندگینامه‌نگاران محمد مانند ابن اسحاق و ابن سعد بغدادی و طبری و نیز قرآن و مجموع احادیث بخاری و مسلم می‌کوشد روایتی تاریخی از زندگی محمد ارائه دهد. تعبیر اسپنسر از زندگی محمد مورد اعتراض علمای اسلامی و مدافعان اسلام بوده‌است.
کتاب می‌کوشد نشان دهد عقاید برخی مسلمین دربارهٔ ازدواج با کودکان، تبعیض علیه زنان، مجازات سنگسار برای زنا و قطع عضو برای دزدی، اعدام مرتدان و نیز آموزهٔ جهاد و رفتار با غیرمسلمانان تداوم مستقیم رفتارها و آموزه‌های محمد هستند.
این کتاب در هفته پایانی اکتبر سال ۲۰۰۶ در فهرست کتاب‌های پرفروش نیویورک تایمز قرار گرفت.
ترجمهٔ فارسی این کتاب توسط ترجمه علی رنجبر و حمیدرضا عبدالحی انجام شده‌است.